# Jasieniec (Wyszków)
Pour les articles homonymes, voir Jasieniec.
Jasieniec (prononciation : [jaˈɕeɲet͡s]) est un village polonais de la gmina de Somianka dans le powiat de Wyszków de la voïvodie de Mazovie dans le centre-est de la Pologne.
Il se situe à environ 4 kilomètres au sud-ouest de Somianka (siège de la gmina), à 14 kilomètres au sud-ouest de Wyszków (siège du powiat) et à 41 kilomètres au nord-est de Varsovie (capitale de la Pologne).
Le village possède une population de 105 habitants en 2006.

## Histoire
De 1975 à 1998, le village faisait partie du territoire de la voïvodie d'Ostrołęka.

Depuis 1999, Jasieniec est situé dans la voïvodie de Mazovie.